# シーウルフ (サーゴ級潜水艦)
シーウルフ (USS Seawolf, SS-197) は、アメリカ海軍の潜水艦。サーゴ級潜水艦の一隻。艦名はオオカミウオ科の一種アトランティック・ウルフフィッシュ（和名シロオオカミウオ）の通称に因む。その名を持つ艦としては2隻目。

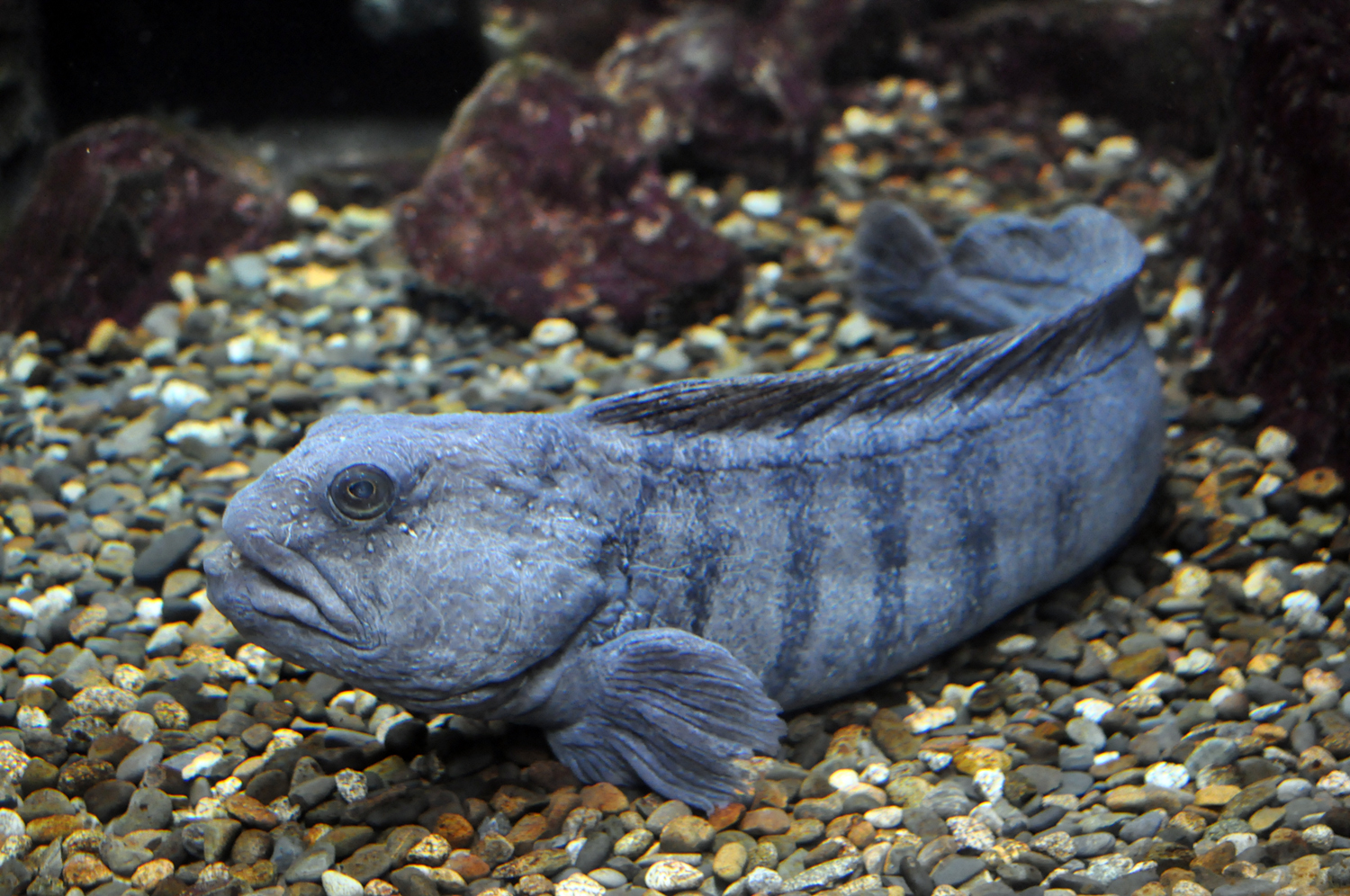
シロオオカミウオ（通称Sea wolf）

## 艦歴
シーウルフは1938年9月27日にメイン州キタリーのポーツマス海軍造船所で起工した。1939年8月15日にエドワード・C・カルブファス夫人によって命名、進水し、1939年12月1日に艦長フレデリック・B・ウォーダー少佐（アナポリス1925年組）の指揮下就役する。艤装が完了するとシーウルフは1940年4月12日にニューハンプシャー州ポーツマスを出航した。整調巡航はパナマ運河地帯まで南下して行われ、6月21日に完了した。その後太平洋艦隊に配属され、カリフォルニア州サンディエゴが母港となる。1940年の秋にシーウルフはアジア艦隊配備のためマニラ湾に回航され、カヴィテ海軍工廠を拠点として活動する。

### 第1、第2、第3の哨戒 1941年12月 - 1942年2月
太平洋戦争が始まった1941年12月8日、シーウルフは最初の哨戒でルソン島沿岸に向かった。機雷原を抜け、サンベルナルジノ海峡を経由してバブヤン諸島方面で日本軍艦船を探索。12月14日、シーウルフは北緯18度31分 東経122度02分 / 北緯18.517度 東経122.033度のポート・サンビセンテ沖で特設水上機母艦山陽丸（大阪商船、8,365トン）と思われる艦船を発見し、放射状に魚雷を発射したが戦果は確認できなかった。シーウルフは初めての爆雷攻撃を受けたものの、損害は生じなかった。12月26日、シーウルフは18日間の行動を終えてマニラに帰投した。
12月31日、シーウルフは2回目の哨戒で特別任務に就いた。アジア艦隊司令部のスタッフを乗せオーストラリアに向かった。1942年1月9日、シーウルフは10日間の行動を終えてダーウィンに帰投した。
1月16日、シーウルフは3回目の哨戒でコレヒドール島に向かった。シーウルフにはコレヒドールに篭る陸軍部隊向けの50口径対空機銃用弾薬を30トンから40トン搭載していた。1月21日、シーウルフは北緯01度24分 東経125度35分 / 北緯1.400度 東経125.583度の地点で朝潮型駆逐艦、球磨型軽巡洋艦に護衛された7隻の輸送船団を発見したが、搭載していた魚雷8本を発射する機会は無かった。1月28日夜、シーウルフはコレヒドール島南岸に到着。弾薬は陸軍部隊に渡され、代わりに魚雷と便乗者を乗せたシーウルフは翌1月29日にコレヒドール島を離れた。2月7日、シーウルフは22日間の行動を終えてスラバヤに帰投した。

### 第4の哨戒 1942年2月 - 4月
2月15日、シーウルフは4回目の哨戒でジャワ海およびロンボク海峡方面に向かった。2月19日朝、シーウルフはバドゥン海峡で第八駆逐隊（阿部俊雄大佐）所属の駆逐艦大潮、朝潮、満潮に護衛された2隻の輸送船、バリ島攻略部隊を乗せた2隻の陸軍輸送船、笹子丸（日本郵船、9,258トン）と相模丸（日本郵船、9,264トン）を発見。輸送船に対して魚雷4本を発射し、1隻への損害は確認できなかったが、もう1隻は船尾を下に右舷に傾いたと報告された。シーウルフと相模丸は、後にもう一度相見えることとなる。一週間後の2月26日、シーウルフは後部発射管から貨物船に対して魚雷を発射し、ブリッジ前方に一発が命中したのを目撃した。その後護衛の駆逐艦からの爆雷攻撃を回避するため潜航した。シーウルフは3月に入るとジャワとクリスマス島の間を哨戒した。3月31日、シーウルフはクリスマス島沖に接近し、クリスマス島占領作戦のため停泊中の日本海軍艦艇群を発見。この時点でシーウルフの持ち魚雷は9本であり、嗜好品は底を突きかけていた。シーウルフは2度にわたって計7本の魚雷を発射したがいずれも命中せず、残り魚雷は2本となった。翌4月1日夕方、シーウルフは3度目の攻撃で軽巡洋艦那珂に接近。距離1,000メートルから最後の魚雷2本を発射。うち1本が那珂の右舷缶室に命中、大きな損傷を与えた。那珂は修理のための帰国を余儀なくされ、戦線から一年近く離脱した。シーウルフは戦果に気づくことなく、駆逐艦朝雲と山雲、第36号哨戒艇から7時間半に及ぶ爆雷攻撃を受けることとなった。日本側では、「勇敢ナル」この攻撃を「英国潜水艦」によるものと判断していた。4月7日、シーウルフは51日間の行動を終えてフリーマントルに帰投。一連の戦闘行為により海軍殊勲部隊章を受章した。

### 第5、第6、第7の哨戒 1942年5月 - 12月

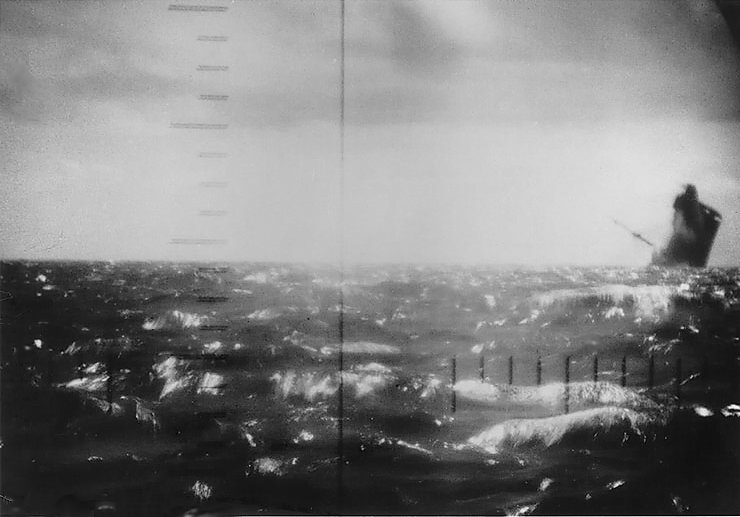
船尾を上げて沈み行く岐阜丸（1942年11月2日）

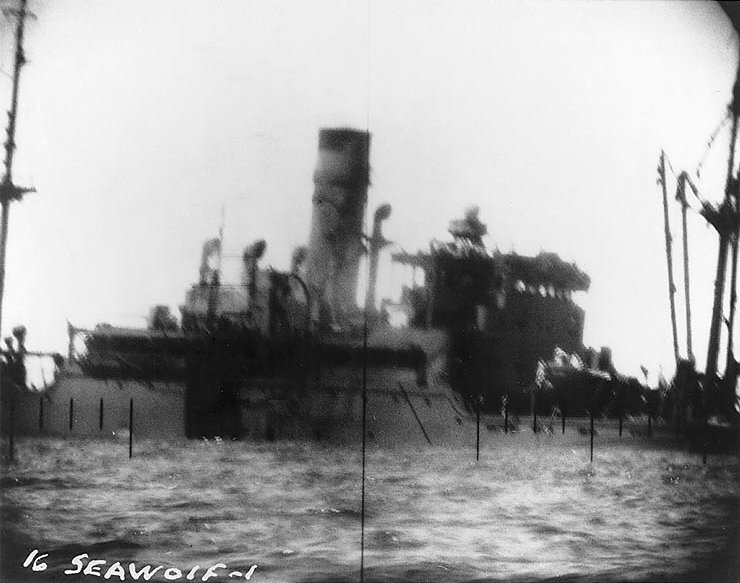
シーウルフの攻撃を受けた慶興丸（1942年11月8日）

5月12日、シーウルフは5回目の哨戒でマニラ湾方面に向かった。5月20日にティモール島沖で貨物船を攻撃したのを皮切りに、5月23日、6月12日、13日、15日および28日に貨物船に対する攻撃を行ったが、結果は2つの攻撃を除いて芳しくなかった。6月13日のコレヒドール島沖での攻撃では、シーウルフは2隻の船に砲撃を行った。この攻撃で乗組員は4度の爆発音を聞いたが結果は不明であった。2日後の6月15日、シーウルフはマニラ湾口で特設砲艦南浦丸（阿波国共同汽船、1,206トン）を撃沈した。7月2日、シーウルフは51日間の行動を終えてフリーマントルに帰投した。
7月25日、シーウルフは6回目の哨戒でスールー海、セレベス海およびマニラ方面に向かった。8月3日にマカッサル海峡でタンカーを攻撃後、8月14日に北緯05度03分 東経144度37分 / 北緯5.050度 東経144.617度の地点で輸送船八元丸（拿捕船、3,113トン）を撃沈。8月25日にはマニラ沖で輸送船昌和丸（日東鉱業汽船、1,349トン）を撃沈した。9月15日、シーウルフは52日間の行動を終えてフリーマントルに帰投した。
10月7日、シーウルフは7回目の哨戒でフィリピン方面に向かった。11月2日、シーウルフは北緯06度14分 東経126度08分 / 北緯6.233度 東経126.133度のミンダナオ島サンアウグスティン岬沖で、ダバオからマニラに向かっていた陸軍船岐阜丸（日本郵船、2,934トン）を撃沈。この時のシーウルフには、海上に漂う岐阜丸の乗組員を41名まで数える余裕さえあった。シーウルフは続いてダバオ湾奥深く侵入。翌11月3日、シーウルフは北緯07度02分 東経125度33分 / 北緯7.033度 東経125.550度のダバオ港外タロモ泊地に停泊して荷役中の相模丸を発見。バドゥン海峡での遭遇以来久々に相模丸と顔合わせしたシーウルフは、10時50分に最初の魚雷を発射し、相模丸に2本命中。続く二度目の雷撃でも、陸岸に命中した1本を除いて命中。三度目の雷撃でも2本命中させ、相模丸は船首を下にして沈没した。攻撃後、シーウルフは哨戒機と哨戒艇に夕方まで追跡されたものの、被害を受けることも無く湾からの脱出に成功した。11月8日にも北緯06度24分 東経125度59分 / 北緯6.400度 東経125.983度のサンアウグスティン岬北西海域で特設砲艦慶興丸（大阪商船、2,932トン）を撃沈した。このあとシーウルフは、パラオ方面の艦船出入り状況を調査した。11月11日、シーウルフはパラオ西水道（トーゲル・ムルンギ水道）沖で駆逐艦2隻の護衛をつけてダバオに向かう空母雲鷹を発見し、浮上して追跡を開始した。しかし、翌11月12日朝になって発電機が故障したため追跡を断念し、目標に関する情報を打電したのち真珠湾に向かった。12月1日、シーウルフは55日間の行動を終えて真珠湾に帰投。メア・アイランド海軍造船所に回航され12月10日からオーバーホールに入り、作業は1943年2月24日に完了。3月13日に真珠湾へ戻った。オーバーホールの間に、艦長がロイス・L・グロス少佐（アナポリス1930年組）に代わった。

### 第8、第9、第10の哨戒 1943年4月 - 9月

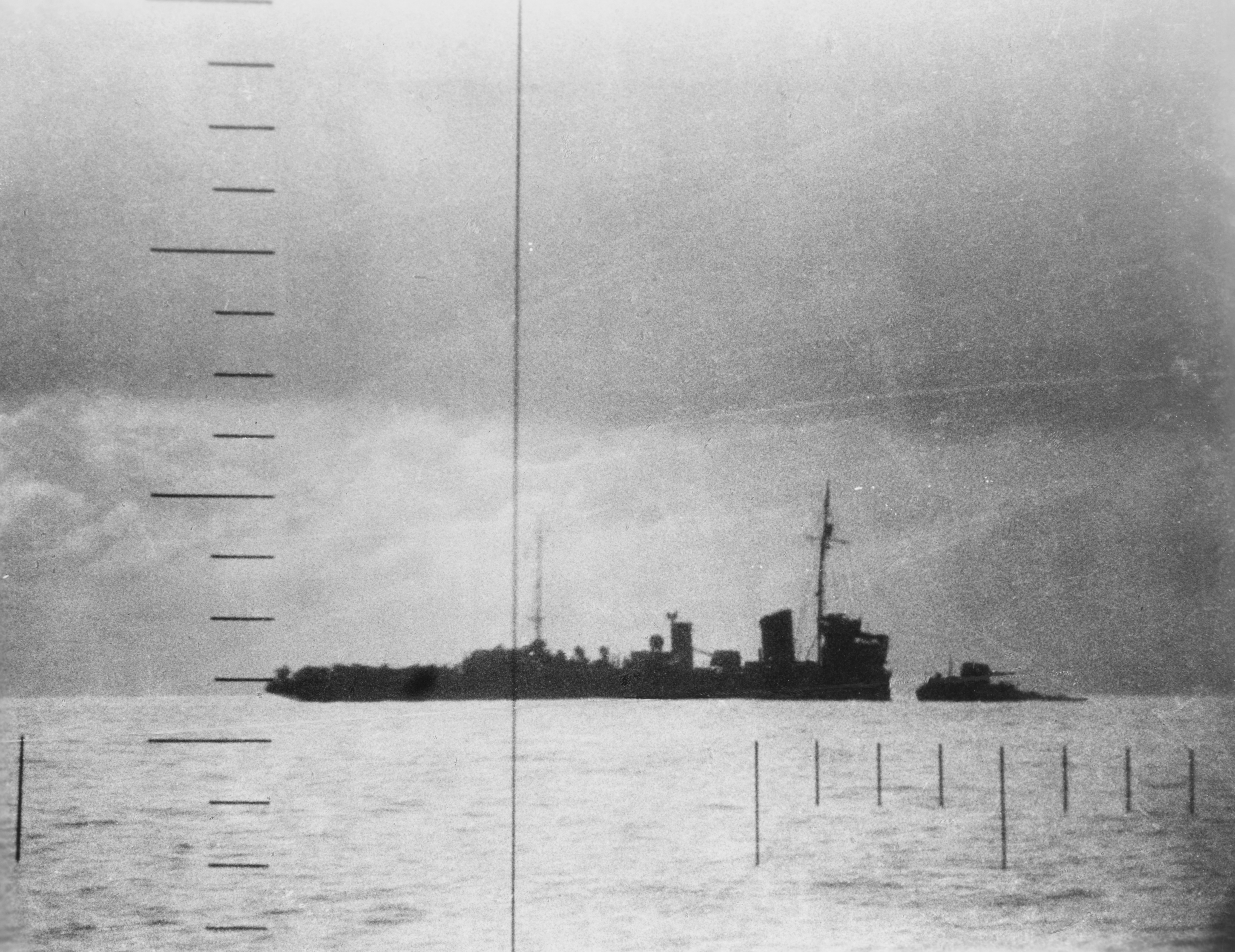
シーウルフから撮影された第39号哨戒艇の断末魔・その1（1943年4月23日）

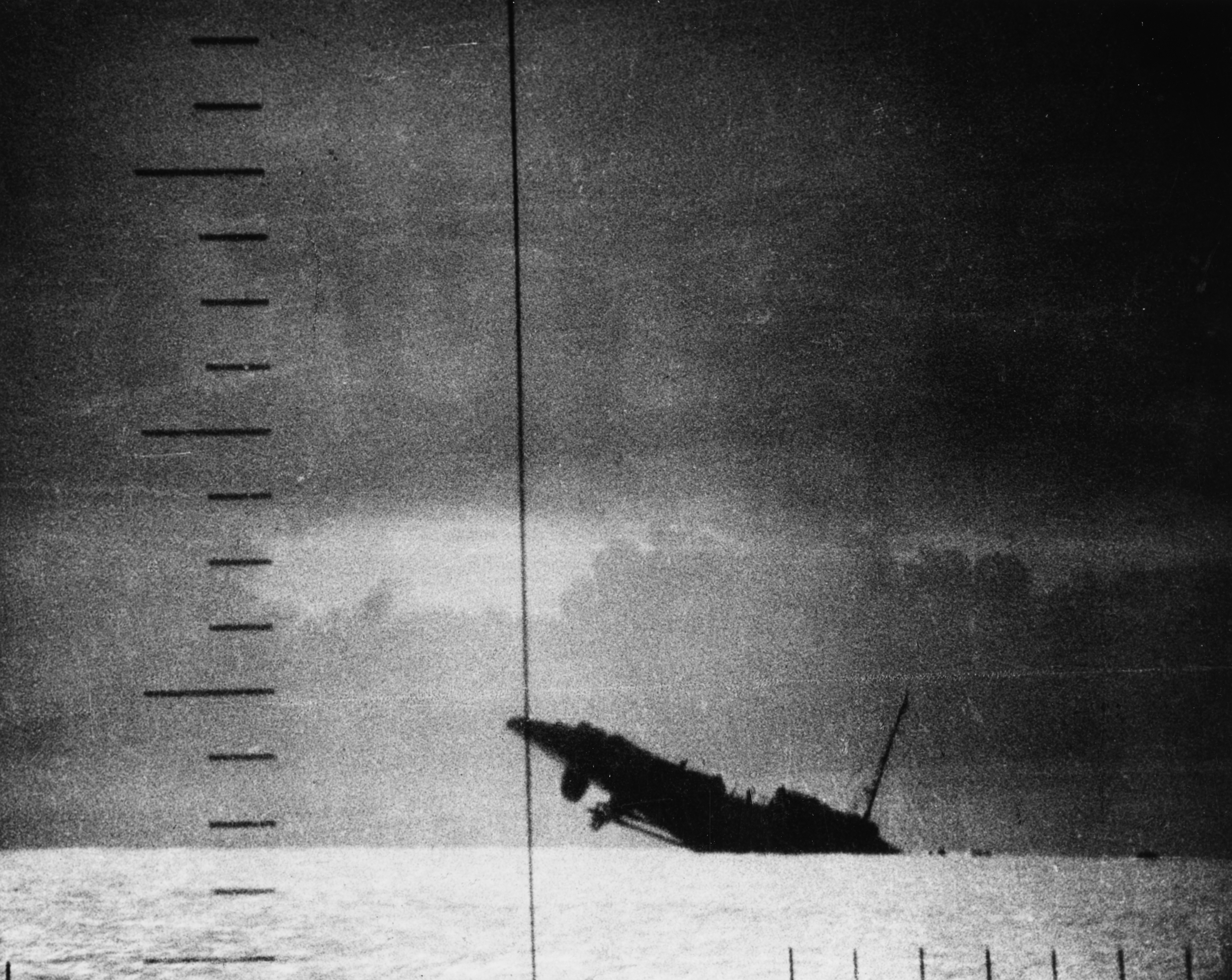
シーウルフから撮影された第39号哨戒艇の断末魔・その2（1943年4月23日）

4月3日、シーウルフは8回目の哨戒で東シナ海に向かった。4月15日、シーウルフは北緯21度13分 東経152度24分 / 北緯21.217度 東経152.400度の小笠原諸島近海で輸送船団を発見し、4度の攻撃の末に特設運送船海平丸（嶋谷汽船、4,575トン）を撃沈。4月23日朝には北緯23度48分 東経122度42分 / 北緯23.800度 東経122.700度の地点で、4月16日に石垣島近海で爆発して大破し漂流していた海軍徴傭船第二日新丸（西大洋漁業、17,752トン）の警戒に当たっていた第39号哨戒艇を撃沈。最後に残った魚雷を第二日新丸に向けて発射し、命中はしたものの不発だった。また、4月20日に北緯25度37分 東経135度42分 / 北緯25.617度 東経135.700度の地点で75トン級サンパンを、4月26日には北緯28度11分 東経137度43分 / 北緯28.183度 東経137.717度の地点で再び75トン級サンパンをそれぞれ3インチ砲で撃破した。5月3日、シーウルフは30日間の行動を終えてミッドウェー島に帰投した。
5月17日、シーウルフは9回目の哨戒で東シナ海に向かった。台湾から長崎港までの間を哨戒し、いくつかの輸送船団に遭遇する。6月5日には北緯30度52分 東経125度29分 / 北緯30.867度 東経125.483度の地点で、12隻の輸送船から成る第268船団を発見。魚雷を4本発射し、陸軍輸送船対馬丸（日本郵船、6,754トン）に1本が命中したものの不発に終わり、シーウルフは浮上して脱出を図った。船団を護衛していた第36号哨戒艇に追撃されたが、何とか振り切った。二週間後の6月20日、シーウルフは北緯24度32分 東経118度53分 / 北緯24.533度 東経118.883度の福建省泉州沖でジャンクの大群の中に入り込み、4隻の輸送船団に対してジャンク群の中から魚雷を発射。1本が輸送船昌仁丸（石原汽船、4,739トン）の船尾に命中し、およそ9分で沈没した。他の魚雷は別の輸送船に向かったが回避された。シーウルフは7月8日にミッドウェー島に寄港。7月12日、シーウルフは56日間の行動を終えて真珠湾に帰投した。
8月14日、シーウルフは10回目の哨戒で東シナ海に向かった。8月31日、シーウルフは北緯28度34分 東経123度05分 / 北緯28.567度 東経123.083度の地点で第297船団を発見。船団の左前方に位置して雷撃し、2隻の輸送船、国光丸（国際汽船、5,486トン）と松東丸（松岡汽船、5,253トン）を撃沈した。シーウルフは昼夜を問わず第297船団の追跡を続け、翌9月1日昼ごろに2度目の攻撃で2隻の輸送船に対して雷撃したが、いずれも回避された。日没後、シーウルフは北緯31度27分 東経127度28分 / 北緯31.450度 東経127.467度の草垣群島近海で3度目の攻撃を敢行。陸軍船富生丸（拿捕船、2,256トン）に魚雷を命中させ、他の輸送船にも魚雷を命中させたが、こちらは不発であった。さらなる目標に対しても魚雷を発射したが、回避された。シーウルフは最後に浮上し砲撃で富生丸を撃沈した。この哨戒も、魚雷を全て消費したため予定より早く終了した。この哨戒では合計12,996トンの船舶を沈めた。それに加えて、9月5日には北緯29度48分 東経140度20分 / 北緯29.800度 東経140.333度の地点で2隻の75トンのサンパンを艦砲で破壊した。9月15日、シーウルフは32日間の行動を終えて真珠湾に帰投した。

### 第11、第12の哨戒 1943年10月 - 1944年1月
10月5日、シーウルフは11回目の哨戒で東シナ海、台湾海峡方面に向かった。10月29日、シーウルフは北緯22度30分 東経115度25分 / 北緯22.500度 東経115.417度の広東省汕頭近海で輸送船蕪湖丸（東亜海運、3,222トン）を撃沈。11月4日には北緯21度22分 東経113度20分 / 北緯21.367度 東経113.333度の香港南方で輸送船海福丸（大阪商船、3,178トン）を撃沈した。11月9日、シーウルフは6隻の輸送船からなるヒ14船団を発見し、タンカーあまつ丸（日本海運、10,567トン）などに対して三度にわたって攻撃したが、戦果はなかった。11月27日、シーウルフは53日間の行動を終えて真珠湾に帰投した。
12月22日、シーウルフは12回目の哨戒で東シナ海に向かった。この哨戒はシーウルフにとって最も戦果を挙げた哨戒となった。1944年1月10日、シーウルフは北緯27度32分 東経127度25分 / 北緯27.533度 東経127.417度の与論島近海で、高雄に向かう127船団を発見。昼過ぎに2隻の陸軍船、飛鳥丸（日本郵船、7,527トン）と弥彦丸（板谷商船、5,747トン）に向けて魚雷を発射し、飛鳥丸は右舷に魚雷が命中して10分で沈没。弥彦丸は船尾に魚雷が命中し航行不能となった。弥彦丸は修理の上航行を再開したものの、故障が生じてこれ以上の航行が不可能となり、僚船の輸送船月洋丸（東洋汽船、6,440トン）が曳航することとなった。シーウルフは深夜になって曳航準備中の月洋丸と曳航されていた弥彦丸に接近し、両船に魚雷を命中させて撃沈した。1月14日夜、シーウルフは北緯28度25分 東経133度30分 / 北緯28.417度 東経133.500度の種子島近海で、パラオに向かうオ105船団を発見。シーウルフは最後の魚雷4本を船団中の2隻の商船に向けて発射、応急タンカー山鶴丸（山下汽船、2,552トン）を撃沈し、もう1隻を撃破したかのように見えた。シーウルフは魚雷が底をついたので船団を追跡しつつ、その位置を近在のホエール (USS Whale, SS-239) に無線連絡した。ホエールは1月16日に到着し攻撃を開始、陸軍輸送船丁抹丸（白洋汽船、5,869トン）を撃沈した。一方、シーウルフは特設運送船たるしま丸（浜根汽船、4,865トン）に対して砲撃を行ったが沈めきれず、翌朝ホエールはシーウルフからの情報に基づいて、たるしま丸を始末し戦闘は終了した。1月27日、シーウルフは36日間の行動を終えて真珠湾に帰投。2日後にカリフォルニア州サンフランシスコに向けて出航し、ハンターズ・ポイント海軍造船所で2度目のオーバーホールに入り、作業終了後、5月16日に出航して真珠湾に到着した。オーバーホールの間に、艦長がリチャード・B・リンチ少佐（アナポリス1935年組）に代わった。

### 第13、第14の哨戒 1944年6月 - 8月
6月4日、シーウルフは13回目の哨戒でパラオ方面に向かった。ペリリュー島に対する攻撃に備えての同島を撮影する任務を命じられ、シーウルフは敵機による数度の偵察にもかかわらずこの任務を遂行した。7月7日、シーウルフは32日間の行動を終えてマジュロに帰投。艦長がアルバート・マリオン・ボンティアー少佐（アナポリス1935年組）に代わった。その後、シーウルフはダーウィンに回航された。
8月1日、シーウルフは14回目の哨戒でスールー海方面に向かった。この哨戒ではスールー諸島のタウィタウィ島における特別任務を命じられた。8月7日、シーウルフはタウィタウィ島の海岸から640メートルまで接近し、6名の要員と10トンの貨物を揚陸し、ヤング大尉を乗せた。8月9日にはパラワン島ピラタ岬で6名の要員と10トンの貨物を揚陸した。8月23日、シーウルフは24日間の行動を終えてブリスベンに帰投。ヤング大尉を上陸させた。

### 第15の哨戒 1944年9月 - 10月
9月21日、シーウルフは15回目の哨戒でフィリピン方面に向かった。9月29日にマヌス島に到着、燃料を補給した。ここでシーウルフは、軍需物資と陸軍兵17名乗せてサマール島の東海岸へ向かうよう命令を受けた。10月3日7時56分、シーウルフは北緯02度29分 東経130度18分 / 北緯2.483度 東経130.300度のモロタイ島北方の指定航路上でナーワル (USS Narwhal, SS-167) とすれ違い、レーダー識別信号を交換した。その後、シーウルフからの連絡は途絶えた。当時同海域にはシーウルフを含め4隻の友軍潜水艦が航行中であったが、それらは自らの位置を伝える様命じられ、3隻がその位置を伝えた。しかしシーウルフはその命令が伝わらなかった。10月4日、シーウルフは再びその位置を伝える様命じられるが、その命令も伝わらなかった。
12月28日にシーウルフは哨戒から未帰還であると発表され、喪失が推定された。シーウルフは1945年1月20日に除籍された。戦後日本軍の記録を調査したところ、シーウルフの行動予定海域でシーウルフを撃沈したという記録は発見されなかった。シーウルフが記録にない敵の攻撃によって沈められた可能性も考えられたが、最も大きな可能性は、友軍による攻撃によって沈められたものだと考えられた。

### シーウルフの喪失
シーウルフがナーワルと信号を交換した同じ10月3日朝、対潜掃討のためモロタイ島の泊地を出航した第7艦隊（トーマス・C・キンケイド中将）所属の第77・1・2任務隊（クリフトン・スプレイグ少将）は呂41の攻撃を受ける。護衛空母ミッドウェイ (USS Midway, CVE-63) とファンショー・ベイ (USS Fanshaw Bay, CVE-70) は目ざとく魚雷を発見して回避したが、護衛駆逐艦シェルトン (USS Shelton, DE-407) は1本を回避したがもう1本が艦尾に魚雷が命中、航行不能となった。僚艦リチャード・M・ローウェル（USS Richard M. Rowell, DE-403）は大破したシェルトンの警戒に当たりつつ敵の捜索を始めた。11時30分、ミッドウェイから対潜爆弾を抱えたTBF アベンジャー2機が発進した。
間もなく、ミッドウェイから発進したアベンジャー2機のうち1機が潜水艦を発見し、これに2発の対潜爆弾を投下した。その海域はアメリカ軍潜水艦にとって安全地帯であり、部隊が攻撃を受けた海域とは18海里も離れていた。同地点は染料でマークされ、リチャード・M・ローウェルが急行した。リチャード・M・ローウェルは1回目のヘッジホッグ攻撃を行ったが、効果はなかった。その時、リチャード・M・ローウェルは潜水艦からの反応を確認し、これに対して音響通信を試みたが、既存の認識信号とは異なるものであった。この信号を「敵が味方のふりをして送ったいい加減な信号」と判断したリチャード・M・ローウェルは、2回目のヘッジホッグ攻撃を行った。この攻撃の後、水中で4回から5回の爆発が生じ、残骸が浮上した。
一連の攻撃後、シーウルフからの報告が途絶えたことを受けて第7艦隊が調査に乗り出し、のちにリチャード・M・ローウェルのハリー・アラン・バーナード・ジュニア艦長は査問委員会にかけられた。「攻撃精神が旺盛だった」という理由でシロとなったものの、第77・1・2任務隊からは外された。しかし、部隊から外された事は吉と出て、リチャード・M・ローウェルは10月25日のレイテ沖海戦で栗田健男中将率いる日本艦隊の砲撃に晒される事はなかった。シーウルフは62名の士官、兵員および17名の陸軍兵の全員が失われた。シーウルフは太平洋戦争においてアメリカ海軍が失った34隻目の潜水艦であり、友軍の誤爆によって失われた2隻目の潜水艦であった（1隻目はカリブ海で失われたドラド (USS Dorado, SS-248)）。なお、シーウルフの意外な結末を間接的に作り出したシェルトンは、一度は別の部隊から駆けつけた駆逐艦ラング (USS Lang, DD-399) らによって曳航が試みられたが浸水がひどくなり21時45分に転覆し、ラングの砲撃で処分された。
シーウルフは第二次世界大戦の戦功で13個の従軍星章を受章した。戦後、JANACの調査によると、シーウルフの確認されたトン数別戦果（71,609トン）は14位にランクされ、隻数別戦果（18隻）他の艦（ラッシャー、トリガー）と並んで7位に記録された。
シーウルフとその乗組員の貢献ぶりは、テキサス州ガルベストン北部に位置するペリカン島のシーウルフ・パークで称えられている。